# Amidou Mir
Amidou Mir (nascido em 1 de janeiro de 1995) é um ciclista de BMX francês que competiu nos Jogos Olímpicos de Verão de 2016, representando França.